# Theobald al II-lea de Champagne

Blazonul original al comitatului de Blois.

Blazonul original al comitatului de Champagne.

Theobald "cel Mare" (în franceză: Thi(e)baut de Blois; n. 1090–d. 1151) a fost conte de Blois și de Chartres sub numele de Theobald al IV-lea de la 1102 și conte de Champagne și de Brie ca Theobald al II-lea din 1125.
Theobald a stăpânit în Auxerre, Maligny, Ervy, Troyes și Châteauvillain, ca fiefuri primite de la Eudes al II-lea, duce de Burgundia.
El a fost fiul contelui Ștefan al II-lea de Blois cu Adela de Normandia și totodată fratele mai mare al regelui Ștefan al Angliei. Deși era al doilea fiu, Theobald a fost preferat ca moștenitor în detrimentul fratelui mai vârstnic, Guillaume.
Theobald a însoțit-o pe mama sa de-a lungul și de-a latul domeniilor lor, iar după retragerea acesteia la Marcigney în 1125, el a administrat proprietățile familiei cu mare îndemânare. Adela de Normandia s-a stins din viață în mănăstirea sa în 1136, la un an după ce fratele lui Theobald, Ștefan devenea rege al Angliei.
Regele Ludovic al VII-lea al Franței s-a aflat în stare de război cu Theobald, atunci când a permis contelui Raoul I de Vermandois (totodată, seneșal al Franței) să o repudieze pe soția sa Eléonore de Blois, care era sora lui Theobald, pentru a se căsători cu Petronilla de Aquitania, sora reginei Franței. Războiul, care a durat doi ani (1142–1144), a fost marcat de ocuparea provinciei Champagne de către armata regală și de asaltul și capturarea Vitry-le-François, eveniment în care multe persoane au murit în incendiul pus la cale de către Ludovic al VII-lea.
Filosoful Pierre Abélard a obținut azil în Champagne în timpul domniei lui Theobald și a încetat din viață în abația Cluny din Burgundia, o mănăstire susținută financiar de strămoșii lui Theobald de mai multe secole.
În 1123 Theobald s-a căsătorit cu Matilda de Carintia, fiica ducelui Engelbert de Carintia, rezultând următorii copii:
- Henric I de Champagne
- Theobald al V-lea de Blois
- Adela de Champagne, căsătorită cu regele Ludovic al VII-lea al Franței
- Isabelle of Champagne, căsătorită pe rând cu contele Roger de Apulia și apoi cu Guillaume Gouet al IV-lea
- Maria de Champagne, căsătorită cu ducele Eudes al II-lea de Burgundia, apoi devenită stareță de Fontevrault.
- Guillaume, supranumit "cu Mâinile Albe" (n. 1135–d. 1202), arhiepiscop de Reims între  1176 și 1202, cardinal din 1179
- Ștefan I de Sancerre (n. 1133–d. 1191), conte de Sancerre și cruciat, căzut la Asediul Acrei
- Agnes de Champagne (d. 1207), căsătorită cu Renaut al II-lea de Bar (d. 1170).
- Margaret of Champagne, călugăriță la Mănăstirea Fontevrault